# Heleia muelleri
Heleia muelleri là một loài chim trong họ Zosteropidae.